# Obszar alimentacyjny
Obszar alimentacyjny – obszar skorupy ziemskiej, z którego pochodzi materiał skalny zbierający się w basenie sedymentacyjnym.